# 尼木乡 (边坝县)
尼木乡，是中华人民共和国西藏自治区昌都市边坝县下辖的一个乡镇级行政单位。

## 行政区划
尼木乡下辖以下地区：
许巴村、江果堆村、叶嘎村和尼木村。